# كلوديا كامب
كلوديا كامب (بالإنجليزية: Claudia Camp)‏ هي عالمة الكتاب المقدس أمريكية، ولدت في 13 ديسمبر 1951.